# Declaración de Nueva York sobre los bosques

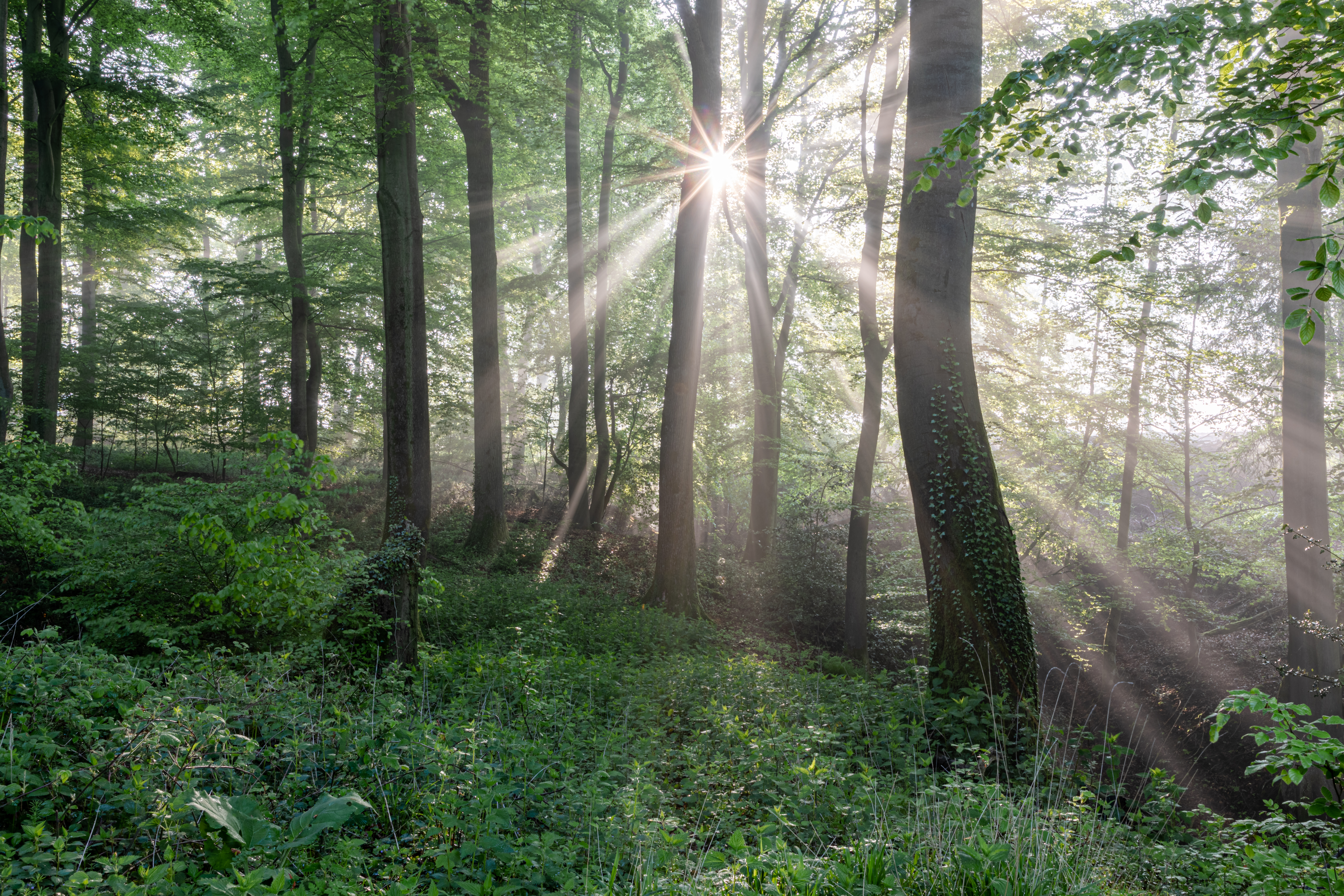
Bosque. La Declaración de Nueva York tiene como propósito frenar la deforestación.

La Declaración de Nueva York sobre los bosques es una declaración política voluntaria y no vinculante que nació del diálogo entre gobiernos, compañías y sociedad civil, estimulado por la cumbre sobre el clima del Secretario General de las Naciones Unidas celebrada en Nueva York en 2014.
Esta declaración se compromete a reducir a la mitad el índice de deforestación del planeta para 2020, bajarlo a 0 en 2030, y restaurar centenares de millones de hectáreas de tierra degradada. El área de tierra que se propone restaurar cubre «una extensión más grande que la India».
Un plan de acción voluntario acompaña a la declaración, proporcionando a gobiernos, compañías y organizaciones una guía de las acciones que pueden emprender para conseguir los «objetivos transformacionales» de la declaración».
Una consultora con sede en Washington, Climate Advisers (en inglés, asesores climáticos), redactó el borrador de la declaración. Ha sido suscrita por 37 gobiernos nacionales, 20 gobiernos subnacionales, 53 empresas multinacionales, 16 grupos que representan comunidades indígenas y 63 organizaciones no gubernamentales (ONG). Entre los primeros se encuentran los países miembros de la Unión Europea, Canadá, Japón, Kenia y Etiopía.
La declaración ha sido generalmente bienvenida. Los gobiernos de Alemania, Noruega y el Reino Unido expresaron en un comunicado conjunto su decidido apoyo a la declaración, comprometiéndose a «fortalecer las asociaciones existentes con países forestales y crear otras nuevas para diseñar estrategias de crecimiento verde, en las que las principales empresas del sector privado saquen la deforestación de sus cadenas de suministro, y en las que el sector financiero, la sociedad civil y otros países donantes alineen los incentivos y transformen los mercados para evitar la destrucción de los bosques», junto con un compromiso financiero para financiar hasta 20 programas nuevos, siempre que para ellos los países en desarrollo hagan propuestas robustas y creíbles.
Algunas organizaciones no gubernamentales (ONG) también han destacado las limitaciones de esta declaración. En septiembre de 2019, se publicó el informe quinquenal de valoración Protegiendo y restaurando los bosquesː una historia de grandes compromisos y todavía limitados avances.
En 2019 se constató que la deforestación no solo no se había reducido, sino que había aumentado un 46 %ː cada año se perdían 26,1 millones de hectáreas de bosque, una superficie equivalente a la del Reino Unido.